# Вашер червоноокий
Вашер червоноокий (Molothrus aeneus) — вид горобцеподібних птахів родини трупіалових (Icteridae). Поширений в Америці. Гніздовий паразит, який відкладає яйця у гнізда інших видів птахів.

## Поширення
Вид поширений в Центральній Америці та на півдні США (Каліфорнія, Аризона, Нью-Мексико, Техас і Луїзіана). Мешкає на сільськогосподарських угіддях, у чагарниках і на кормових майданчиках. Поза сезоном розмноження вони трапляється на дуже відкритих місцях проживання та ночують у густих лісах.

## Підвиди
- M. a. loyei Parkes & Blake, 1965 — на південному заході США та північно-західній Мексиці.
- M. a. assimilis (Nelson, 1900) — на південному заході Мексики.
- M. a. aeneus (Wagler, 1829) — в Південному Техасі та від східної Мексики до центральної Панами.

## Опис
Самець має довжину 20 см і важить 68 г із зелено-бронзовим глянцево-чорним оперенням. Його очі червоні в сезон розмноження та карі поза ним. Самиця має довжину 18,5 см і важить 56 г. Вона темно-чорна з коричневим підчеревцем і має карі очі. Молоді птахи мають забарвлення, подібне до самиць, за винятком сірої бахроми пір'я.

## Спосіб життя
Ці птахи добувають їжу на відкритих місцях, часто біля худоби на пасовищах. Їх раціон переважно складається з насіння та комах, а також равликів під час сезону розмноження для джерела кальцію.
Як і всі вашери, цей птах є облігатним виводковим паразитом: відкладає яйця в гнізда інших птахів. Господарями є чіапа рудощока та заросляк великий. Пташенята швидко розвиваються, покидають гніздо через 10-12 днів.